# Spencer Cavendish, VIII duca di Devonshire
Spencer Rodberth Cavendish, VIII duca di Devonshire (Cannes, 23 luglio 1833 – Whitehall, 24 marzo 1908), è stato un nobile e politico britannico, appartenente al partito Whig.

## Biografia

### Infanzia

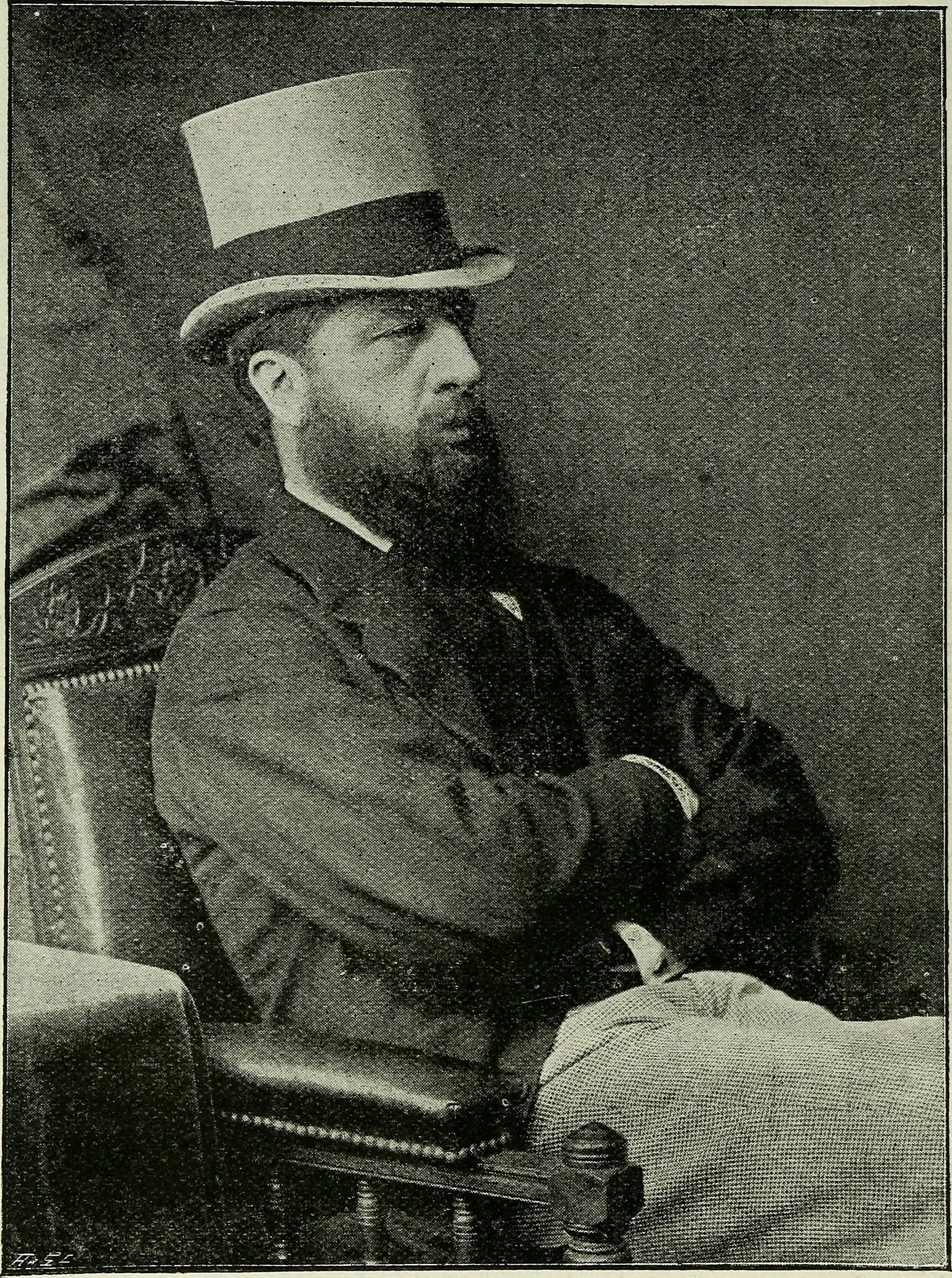
Spencer Cavendish fotografato da Messrs Bassano

Figlio di Lord William Cavendish, VII duca di Devonshire e di lady Blanche Howard, figlia del VI Conte di Carlisle. Apparteneva ad una delle più antiche famiglie nobili britanniche, venuta in Inghilterra con i normanni (uno dei suoi antenati, Richard de Montfichet, era stato uno dei Baroni firmatari della Magna Charta); per parte di madre discendeva da un ramo cadetto dei Duchi di Norfolk, la prima famiglia della nobiltà britannica e da Thomas Howard, IV duca di Norfolk, che aveva ordito una congiura cattolica con Maria Stuarda contro Elisabetta I; fu Marchese di Hartington finché ereditò dal padre il titolo di VIII Duca di Devonshire nel 1891. Suoi avi erano inoltre Lord William Cavendish, IV duca di Devonshire e Lord William Cevendish, I duca di Devonshire; il primo era stato governatore delle Fiandre e Primo Ministro del Regno Unito sotto Giorgio II e Giorgio III, mentre il secondo era stato uno dei ministri avversi agli Stuart che aveva proposto a Guglielmo III d'Orange-Nassau di salire sul trono inglese.

### Carriera politica
Studiò al Trinity College di Cambridge e da giovanissimo entrò nella Camera dei Lord del Parlamento, nella quale rimase dal 1857 al 1863, militando, come era tradizione nella sua famiglia nel partito liberale.
Nel 1874 fu Lord dell'Ammiragliato, Gran Segretario d'Irlanda e Ministro delle Poste e dei Trasporti.
Si candidò invano alla carica di Primo Ministro insieme all'amico William Ewart Gladstone contro Benjamin Disraeli, favorito della regina Vittoria e leader del Tory.

### Matrimonio

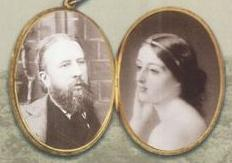
Cavendish e Louise von Alten in una miniatura ottocentesca

Una volta che il Duca di Manchester morì a Napoli il 22 marzo 1890, il 16 agosto 1892 alla Christ Church, Mayfair, l'VIII Duca di Devonshire sposò la sessantenne Duchessa Vedova di Manchester, essendo stato innamorato di lei per anni. Louisa diventò così Duchessa di Devonshire; qualche volta le viene dato il nomignolo di "The Double Duchess".

### Morte

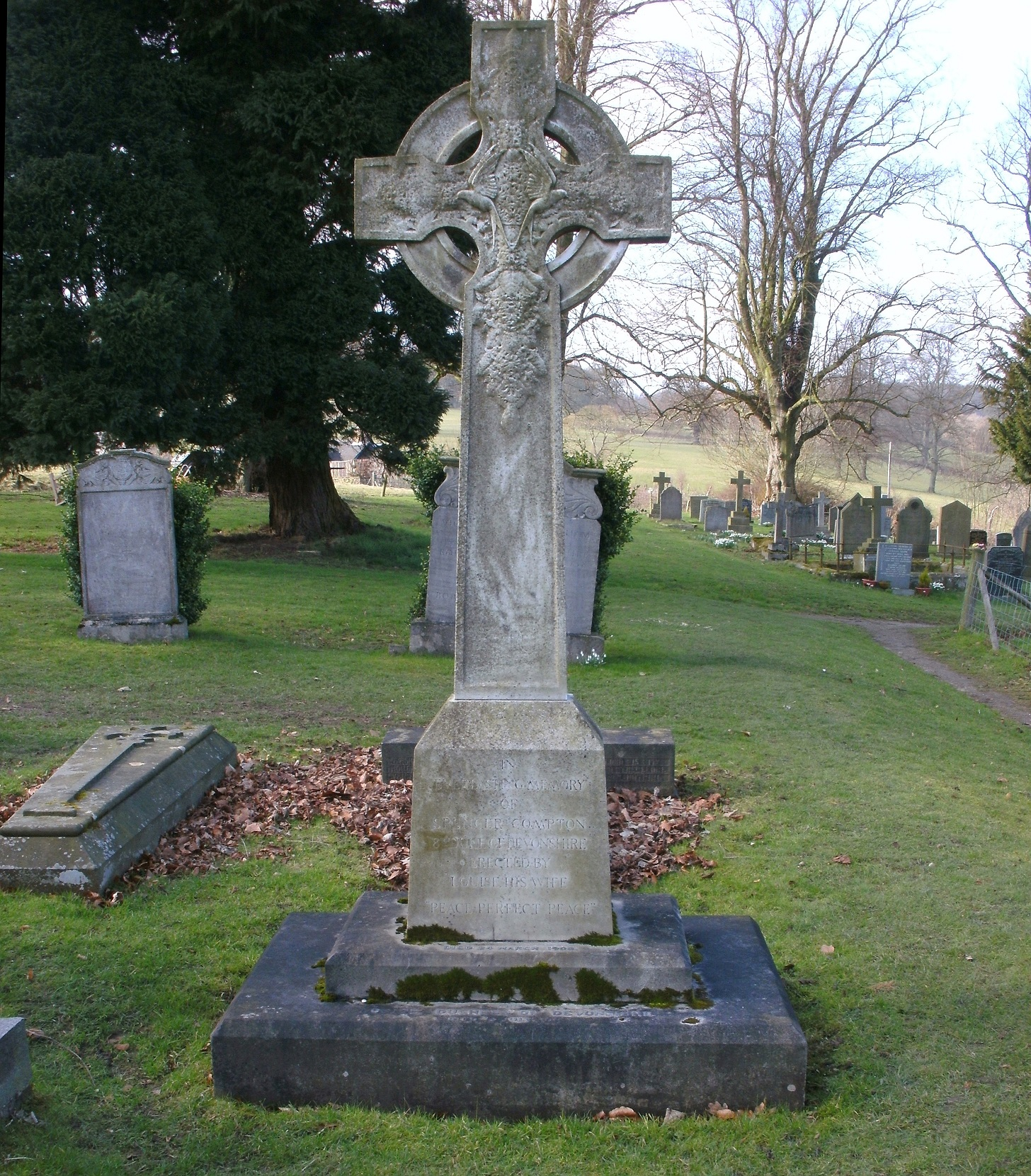
La tomba del Duca al St Peter's Churchyard di Edensor

Il Duca morì il 24 marzo 1908 a Whitehall, importante strada di Londra; non avendo avuto figli il titolo ducale passò al nipote Victor, figlio di suo fratello Edward.

## Ascendenza
|                                               |                                           |                                                       | Genitori                                                     |  |  | Nonni |  |  | Bisnonni                                   |  |  | Trisnonni                                    |  |
|                                               |                                           |                                                       |                                                              |  |  |       |  |  | 8. George Cavendish, I conte di Burlington |  |  | 16. William Cavendish, IV duca di Devonshire |  |
|                                               |                                           |                                                       |                                                              |  |  |       |  |  | 8. George Cavendish, I conte di Burlington |  |  | 16. William Cavendish, IV duca di Devonshire |  |
|                                               |                                           | 17. Charlotte Elizabeth Boyle, marchesa di Hartington |                                                              |  |  |       |  |  | 8. George Cavendish, I conte di Burlington |  |  |                                              |  |
| 4. lord William Cavendish                     |                                           |                                                       |                                                              |  |  |       |  |  | 8. George Cavendish, I conte di Burlington |  |  |                                              |  |
|                                               |                                           | 9. lady Elizabeth Compton                             | 18. Charles Compton, VII conte di Northampton                |  |  |       |  |  |                                            |  |  |                                              |  |
|                                               |                                           | 9. lady Elizabeth Compton                             | 18. Charles Compton, VII conte di Northampton                |  |  |       |  |  |                                            |  |  |                                              |  |
|                                               |                                           | 9. lady Elizabeth Compton                             | 19. lady Anne Somerset                                       |  |  |       |  |  |                                            |  |  |                                              |  |
| 2. William Cavendish, VII duca di Devonshire  |                                           | 9. lady Elizabeth Compton                             |                                                              |  |  |       |  |  |                                            |  |  |                                              |  |
|                                               |                                           | 10. Cornelius O'Callaghan, I barone Lismore           | 20. Thomas O'Callaghan                                       |  |  |       |  |  |                                            |  |  |                                              |  |
|                                               |                                           | 10. Cornelius O'Callaghan, I barone Lismore           | 20. Thomas O'Callaghan                                       |  |  |       |  |  |                                            |  |  |                                              |  |
|                                               |                                           | 10. Cornelius O'Callaghan, I barone Lismore           | 21. Sarah Davis                                              |  |  |       |  |  |                                            |  |  |                                              |  |
| 5. hon. Louisa O'Callaghan                    |                                           | 10. Cornelius O'Callaghan, I barone Lismore           |                                                              |  |  |       |  |  |                                            |  |  |                                              |  |
|                                               |                                           | 11. Frances Ponsonby                                  | 22. hon. John Ponsonby                                       |  |  |       |  |  |                                            |  |  |                                              |  |
|                                               |                                           | 11. Frances Ponsonby                                  | 22. hon. John Ponsonby                                       |  |  |       |  |  |                                            |  |  |                                              |  |
|                                               |                                           | 11. Frances Ponsonby                                  | 23. lady Elizabeth Cavendish                                 |  |  |       |  |  |                                            |  |  |                                              |  |
| 1. Spencer Cavendish, VIII duca di Devonshire |                                           | 11. Frances Ponsonby                                  |                                                              |  |  |       |  |  |                                            |  |  |                                              |  |
|                                               | 12. Frederick Howard, V conte di Carlisle | 24. Henry Howard, IV conte di Carlisle                |                                                              |  |  |       |  |  |                                            |  |  |                                              |  |
|                                               | 12. Frederick Howard, V conte di Carlisle | 24. Henry Howard, IV conte di Carlisle                |                                                              |  |  |       |  |  |                                            |  |  |                                              |  |
|                                               | 12. Frederick Howard, V conte di Carlisle | 25. hon. Isabella Byron                               |                                                              |  |  |       |  |  |                                            |  |  |                                              |  |
| 6. George Howard, VI conte di Carlisle        | 12. Frederick Howard, V conte di Carlisle |                                                       |                                                              |  |  |       |  |  |                                            |  |  |                                              |  |
|                                               |                                           | 13. lady Margaret Leveson-Gower                       | 26. Granville Leveson-Gower, I marchese di Stafford          |  |  |       |  |  |                                            |  |  |                                              |  |
|                                               |                                           | 13. lady Margaret Leveson-Gower                       | 26. Granville Leveson-Gower, I marchese di Stafford          |  |  |       |  |  |                                            |  |  |                                              |  |
|                                               |                                           | 13. lady Margaret Leveson-Gower                       | 27. lady Louisa Egerton                                      |  |  |       |  |  |                                            |  |  |                                              |  |
| 3. lady Blanche Howard                        |                                           | 13. lady Margaret Leveson-Gower                       |                                                              |  |  |       |  |  |                                            |  |  |                                              |  |
|                                               |                                           | 14. William Cavendish, V duca di Devonshire           | 28. William Cavendish, IV duca di Devonshire (= 16)          |  |  |       |  |  |                                            |  |  |                                              |  |
|                                               |                                           | 14. William Cavendish, V duca di Devonshire           | 28. William Cavendish, IV duca di Devonshire (= 16)          |  |  |       |  |  |                                            |  |  |                                              |  |
|                                               |                                           | 14. William Cavendish, V duca di Devonshire           | 29. Charlotte Elizabeth Boyle, marchesa di Hartington (= 17) |  |  |       |  |  |                                            |  |  |                                              |  |
| 7. lady Georgiana Cavendish                   |                                           | 14. William Cavendish, V duca di Devonshire           |                                                              |  |  |       |  |  |                                            |  |  |                                              |  |
|                                               |                                           | 15. lady Georgiana Spencer                            | 30. John Spencer, I conte Spencer                            |  |  |       |  |  |                                            |  |  |                                              |  |
|                                               |                                           | 15. lady Georgiana Spencer                            | 30. John Spencer, I conte Spencer                            |  |  |       |  |  |                                            |  |  |                                              |  |
|                                               |                                           | 15. lady Georgiana Spencer                            | 31. Margaret Poyntz                                          |  |  |       |  |  |                                            |  |  |                                              |  |
|                                               |                                           | 15. lady Georgiana Spencer                            |                                                              |  |  |       |  |  |                                            |  |  |                                              |  |